# Borgarfjörður eystri
Borgarfjörður eystri est une localité islandaise de la municipalité de Borgarfjarðarhreppur, située à l'est de l'île. En 2011, le village comptait 100 habitants[réf. souhaitée].

## Cinéma
Ce village a servi de décors, en 2015, pour le tournage du film islandais Heartstone (Hjartasteinn, 2016) de Guðmundur Arnar Guðmundsson.